# Geraldia longiplumosa
Geraldia longiplumosa är en tvåvingeart som beskrevs av Barraclough 1992. Geraldia longiplumosa ingår i släktet Geraldia och familjen parasitflugor. Inga underarter finns listade i Catalogue of Life.